# Arvo Pärt

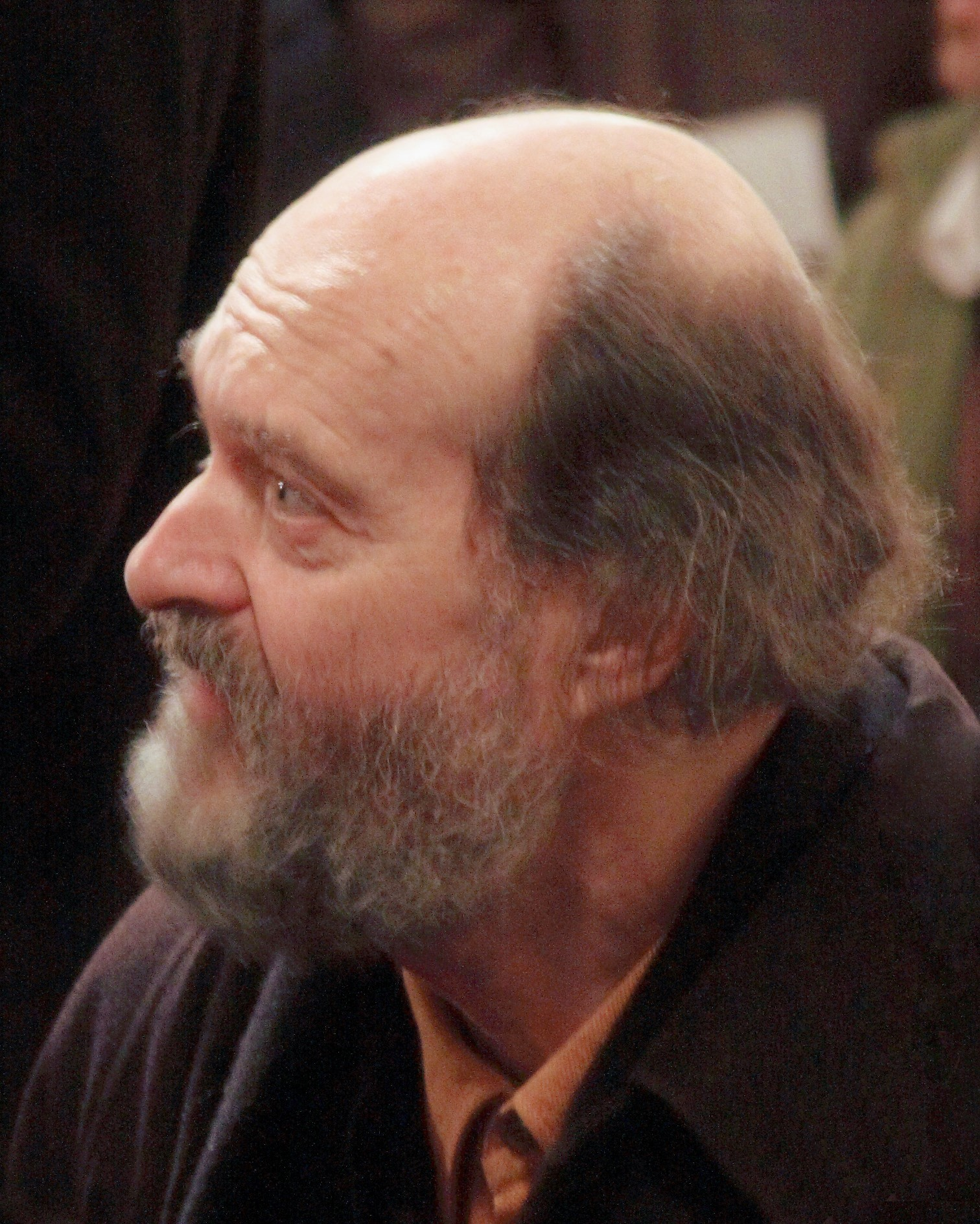
Arvo Pärt tại Nhà thờ Christ Church, Dublin, 2008

Arvo Pärt (sinh ngày 11 tháng 9 năm 1935; phát âm tiếng Phần Lan: [ˈɑrvo ˈpært]) là một nhà soạn nhạc cổ điển và nhạc sĩ sáng tác thánh nhạc người Estonia. Ông là một trong những nhà soạn nhạc thời Hiện đại và là một trong những nhà soạn nhạc thánh xuất sắc theo trào lưu tối thiểu. Ngoài ra Ông còn là nhà soạn nhạc xuất sắc ở thể loại giao hưởng.
Ông là một trong những niềm tự hào hiếm hoi của nền âm nhạc Estonia, một nền âm nhạc ít nổi bật như nền âm nhạc Ý, Mỹ, Pháp, Đức, Anh, Nga, Ba Lan, Cộng hòa Séc. Có thể nói Pärt là một trong những nhà soạn nhạc xuất sắc của thế kỷ XX và là một trong những nhà soạn nhạc quan trọng đầu thế kỷ XXI.